# David William Antonio
David William Valencia Antonio (Nagtupacán, Ilocos Sur, 29 de diciembre de 1963) es un clérigo católico filipino. Desde 2018 se desempeña como obispo de Ilagan.

## Biografía
Antonio asistió a clases de filosofía en el Seminario San Pablo en Baguió y a cursos de teología en la Escuela de Teología de la Inmaculada Concepción en Vigán. Fue ordenado sacerdote el 1 de diciembre de 1988, en la Arquidiócesis de Nueva Segovia. Obtuvo un Doctorado en Sagrada Teología de la Universidad Católica de América en 1999.
Después de algunos años como profesor en la Facultad de Teología de la Inmaculada Concepción, fue nombrado decano de estudios en 1993, y luego rector del mismo seminario.
En 2005, se convirtió en párroco de Santa Lucía, Ilocos Sur, y posteriormente vicario general de la Arquidiócesis de Nueva Segovia.
El 15 de junio de 2011, el Papa Benedicto XVI lo nombró obispo auxiliar de Nueva Segovia y obispo titular de Basti. Fue consagrado obispo el 26 de agosto de 2011 por Giuseppe Pinto, entonces nuncio apostólico en Filipinas. Los co-consagradores fueron Ernesto Antolín Salgado, Arzobispo de Nueva Segovia, y Orlando Beltrán Quevedo, Cardenal-Arzobispo de Cotabato.
El 21 de noviembre de 2015, el Papa Francisco lo nombró Administrador Apostólico del Vicariato Apostólico de San José en Mindoro. El 14 de noviembre de 2018, el Papa Francisco lo nombró obispo de Ilagan.